# إميل مارتينك
إميل مارتينك (بالإنجليزية: Emil Martinec)‏ (و. 1958 – م) هو فيزيائي، وأستاذ جامعي من الولايات المتحدة الأمريكية .

## التعليم
تعلم في جامعة كورنيل